# Cerco de Florença
O Cerco de Florença foi uma invasão ocorrida de 24 de outubro de 1529 a 10 de agosto de 1530, no final da Guerra da Liga de Cognac. O grande exercito sacro imperial e espanhol liderado por Felisberto de Châlon, Príncipe de Orange e Pedro Maria III de 'Rossi cercaram a cidade e, depois de um cerco de quase 10 meses, capturaram, derrubaram a República de Florença e instalaram Alessandro de Médici como governante da cidade. 
Os florentinos haviam jogado fora as regras dos Médici e estabeleceram uma república após o Saque de Roma em 1527, a República Florentina continuou a participar na guerra ao lado da França. As derrotas francesas em Nápoles em 1528 e Landriano em 1529, no entanto, levou a Francisco I de França concluir o Tratado de Cambrai com o Sacro Imperador Romano Carlos V. Quando o Papa Clemente VII e a República de Veneza também concluíram acordos com o Imperador, Florença foi deixado de lutar sozinha. Carlos, na tentativa de ganhar o favor de Clemente, mandou seus exércitos para aproveitar Florença e devolver o poder aos Médici.
A República resistiu a essa incursão, mas, embora sem aliados e traídos por muitos dos mercenários em seu serviço, Florença foi incapaz de continuar lutando por tempo indeterminado. Após a captura de Volterra pelas forças imperiais e a morte de Francesco Ferruccio na Batalha de Gavinana, a resistência se tornou insustentável, e a cidade se rendeu em agosto de 1530.

## Antecedentes
Na conclusão do Tratado de Bolonha, no verão de 1529, Carlos e Clemente começaram a planejar uma ofensiva contra a República Florentina. Os Orange chegaram a Roma no final de julho; lá, ele recebeu cerca de 30.000 ducados (com promessas de fundos adicionais posteriores) pelo Papa, e ordenou a atacar Perúgia (que foi realizada por Malatesta Baglioni) e Florença. Os Orange foram capazes de coletar cerca de 7.000 infantarias, principalmente os remanescentes dos lansquenês que tinham seguido Georg Frundsberg para a Itália em 1526, bem como várias companhias italianas não mais empregadas, devido ao desfecho da guerra. Florença, por sua vez, estava se preparando para resistir ao ataque, levantando cerca de 10.000 milícias e demolindo as partes da cidade fora dos muros.
Os Orange seguiram em direção a Florença, reunidos tropas adicionais ao longo do caminho. Eles foram prejudicados pela falta de artilharia, e foram forçados a requisição de alguns de Siena. Os Sienenses, tendo pouco amor ao Papa, desde isto; mas eles atrasaram sua chegada, enquanto podiam. Em 24 de setembro, as forças imperiais ainda estavam em Montevarchi, 25 milhas de Florença, esperando o canhão prometido.
Em Florença, por sua vez, a confusão reinou. O Conselho dos Dez pediu render-se a Clemente; o gonfaloniere se recusou terminantemente, e exigiu que as obras defensivas continuassem. Uma número de condottiere que a República já havia contratado se recusou a entrar em campo contra o Imperador. Depois Firenzuola foi saqueada pelas tropas imperiais na remuneração, muitos dos cidadãos mais proeminentes de Florença fugiram. Entre estes estava Michelangelo Buonarroti, o artista e arquiteto, que tinha sido colocado no comando da fortificação da cidade; partindo em 10 de setembro, depois de ter inutilmente avisado o gonfaloniere que Malatesta Baglioni trairia a cidade, ele teria, no entanto, de voltar em meados de novembro para ocupar o cargo mais uma vez, na capacidade que ele iria continuar a servir até o fim do cerco.